# داکس گریفین
داکس گریفین (انگلیسی: Dax Griffin؛ زادهٔ ۲۲ مارس ۱۹۷۲) بازیگر اهل ایالات متحده آمریکا است. وی از سال ۱۹۹۷ میلادی تاکنون مشغول فعالیت بوده‌است.
از فیلم‌ها یا برنامه‌های تلویزیونی که وی در آن نقش داشته است، می‌توان به ۴۲، مرد مورچه‌ای و سانست بیچ اشاره کرد.